# برتوس آفييس
برتوس آفييس (Bertus Aafjes) كاتب و شاعر هولندي، نشر تحت الاسم المستعار «يان اورانيه» (Jan Oranje). يتميز إنتاجه بطغيان النزعة الدينية الكاثوليكية.
ولد آفييس في أمستردام، وكتب قصائد وطنية في مقاومة الاحتلال الألماني لهولندا أثناء الحرب العالمية الثانية. ومات في فندلو. يعتبر واحداً من أبرز من كتبوا الشعر الوطني في فترة الاحتلال بسبب ارتفاع الروح الوطنية لدى الشعب.

## روابط خارجية
- برتوس آفييس على موقع IMDb (الإنجليزية)
- برتوس آفييس على موقع ديسكوغز (الإنجليزية)